# Guzki krwawnicze
Guzki krwawnicze, hemoroidy – struktury naczyniowe położone w kanale odbytu, które ułatwiają kontrolę oddawania kału. Związany z nimi stan patologiczny, zwany chorobą hemoroidalną lub potocznie hemoroidami, występuje, gdy są one nabrzmiałe lub objęte stanem zapalnym. W zdrowej postaci zachowują się jak poduszeczka złożona z połączeń tętniczo-żylnych i tkanki łącznej.
Choroba hemoroidalna objawia się różnie w zależności od tego, czy dotyczy hemoroidów wewnętrznych, czy zewnętrznych. W przypadku tych pierwszych występuje zazwyczaj niebolesne krwawienie z odbytu, natomiast gdy stanem chorobowym objęte są hemoroidy zewnętrzne, objawów może być niewiele, chociaż silny ból i obrzęk w okolicy odbytu pojawią się, jeśli powstanie zakrzep. Często, choć niesłusznie, "hemoroidami" określany jest każdy objaw występujący w okolicy odbytowo-odbytniczej, a poważne przyczyny należy wykluczyć. Jednoznaczne podłoże choroby hemoroidalnej nie jest znane, uważa się jednak, że w jej rozwoju biorą udział czynniki powodujące wzrost ciśnienia w jamie brzusznej, szczególnie zaparcie.
Leczenie początkowe choroby o lekkim lub umiarkowanym nasileniu polega na zwiększeniu spożycia błonnika oraz, w celu uniknięcia odwodnienia – płynów, a także na podaniu NLPZ (niesteroidowych leków przeciwzapalnych), które uśmierzą ból; zalecany jest również odpoczynek. W przypadku, gdy objawy są ciężkie lub nie ustępują na skutek leczenia zachowawczego, konieczne może być wykonanie małych zabiegów. Zabiegi operacyjne stosuje się wyłącznie u pacjentów, u których nie nastąpiła poprawa po zastosowaniu procedur wymienionych powyżej. Nawet co druga osoba może na którymś etapie życia doznać problemów z hemoroidami. Choroba kończy się zazwyczaj pomyślnie.

## Objawy przedmiotowe i podmiotowe

Hemoroid zewnętrzny widoczny w okolicach odbytu

Choroba hemoroidalna objawia się w różny sposób, w zależności od tego, czy dotyczy hemoroidów wewnętrznych, czy zewnętrznych; niemniej u wielu pacjentów obejmuje ona zarówno te pierwsze jak i drugie. Krwawienie na tyle silne, by prowadziło do anemii, występuje sporadycznie, a krwawienie zagrażające życiu jeszcze rzadziej. Z powodu zażenowania wiele osób zgłasza się do lekarza, gdy choroba jest już zaawansowana.

### Hemoroidy zewnętrzne
Choroba związana z hemoroidami zewnętrznymi nie powoduje licznych problemów. Silny ból może się jednak pojawić, jeśli rozwinie się w nich zakrzep. Ból ustępuje przeważnie w ciągu 2-3 dni. Nabrzmienie może utrzymywać się przez kilka tygodni. Po zagojeniu na skórze pozostaje czasem tzw. brodawka miękka. Zdarza się, że hemoroidy o sporych rozmiarach, powodujące problemy z higieną, podrażniają otaczającą je skórę, wywołując swędzenie w okolicy odbytu.

### Hemoroidy wewnętrzne
Hemoroidy wewnętrzne powodują zazwyczaj bezbolesne krwawienie z odbytu o jasnoczerwonym kolorze obecne przy lub zaraz po wypróżnianiu. Krew otacza oddawany stolec (stan nazywany hematochezją), brudzi papier toaletowy lub skapuje do toalety. Kolor samego stolca pozostaje przeważnie niezmieniony. Z hemoroidami wewnętrznymi związane jest ponadto sączenie wydzieliny śluzowej, a w przypadku, gdy wypadają na zewnątrz, zauważyć można wykwity w okolicy odbytu; innymi objawami są świąd odbytu i nietrzymanie stolca. W większości przypadków ból pojawia się wyłącznie, gdy rozwinie się zakrzep lub martwica.

## Przyczyny
Jednoznaczna przyczyna choroby hemoroidalnej nie jest znana. Uważa się jednak, że jest ona związana z: zaburzeniami rytmu wypróżnień (zaparcie lub biegunka), brakiem aktywności fizycznej, czynnikami związanymi z dietą (niska zawartość błonnika), wzrostem ciśnienia w jamie brzusznej (przedłużone parcie, wodobrzusze, masy w jamie brzusznej lub ciąża), obciążeniami genetycznymi, nieobecnością zastawek w żyłach odbytniczych oraz podeszłym wiekiem. Ryzyko wystąpienia choroby hemoroidalnej może zwiększać także otyłość, długie przebywanie w pozycji siedzącej, przewlekły kaszel i zaburzenia mięśni dna miednicy. Dowody na powiązanie powyższych czynników z chorobą hemoroidalną są jednak słabe.
Podczas ciąży, na skutek ciśnienia wywieranego przez płód na jamę brzuszną oraz zmian hormonalnych, naczynia hemoroidalne powiększają się. Ciśnienie w jamie brzusznej wzrasta również podczas porodu. Ciężarne kobiety rzadko wymagają jednak przeprowadzenia zabiegu chirurgicznego, ponieważ objawy ustępują po rozwiązaniu.

## Patofizjologia
Poduszeczki tworzone przez hemoroidy są normalną częścią ludzkiego organizmu, a o związanej z nimi chorobie mówi się jedynie, gdy ulegną one zmianom patologicznym. W zdrowym kanale odbytu znajdują się najczęściej trzy poduszeczki. Typowo położone są w pozycjach lewej bocznej, prawej przedniej i prawej tylnej. Nie ma w nich tętnic ani żył, są natomiast złożone z naczyń krwionośnych zwanych zatokami oraz z tkanki łącznej i mięśni gładkich. Zatoki, w odróżnieniu od żył, nie posiadają w swoich ścianach mięśniówki. Powyższy zestaw naczyń krwionośnych nazywany jest splotem żylnym odbytniczym.
Poduszeczki tworzone przez hemoroidy pełnią ważną rolę w utrzymywaniu szczelności kanału odbytowego. Odpowiadają za 15–20% występującego w nim ciśnienia spoczynkowego i chronią mięśnie zwieracza przy wypróżnianiu. Podczas parcia, jak przy oddawaniu stolca lub porodzie, ciśnienie w jamie brzusznej wzrasta, a poduszeczki pęcznieją, dzięki czemu odbyt pozostaje zamknięty. Uważa się, że objawy choroby hemoroidalnej pojawiają się na skutek zsunięcia się poduszeczek lub nadmiernego wzrostu ciśnienia żylnego. Przyczyną może być również zwiększone ciśnienie zwieracza odbytu. Choroba hemoroidalna dotyczyć może dwóch typów hemoroidów: wewnętrznych, wywodzących się z górnego splotu żylnego odbytniczego, i zewnętrznych, odchodzących ze splotu dolnego. Granicę między regionem górnym i dolnym stanowi linia grzebieniasta.

## Rozpoznanie
| Stopień | Diagram | Zdjęcie         |
| ------- | ------- | --------------- |
| I       |         | Endoscopic view |
| II      |         |                 |
| III     |         |                 |
| IV      |         |                 |

Podstawą rozpoznania choroby hemoroidalnej jest przeważnie badanie przedmiotowe. Ocena wzrokowa uwidocznia hemoroidy zewnętrzne lub takie, które zaczęły wypadać poza odbyt. W celu wykluczenia guzów odbytu, polipów, powiększenia prostaty lub ropni przeprowadzane jest badanie per rectum. Zdarza się, że z powodu występującego bólu wymaga ono odpowiedniej farmakoterapii, chociaż w większości przypadków hemoroidy wewnętrzne nie są bolesne. W celu uwidocznienia hemoroidów wewnętrznych niezbędna może być anoskopia wykonywana za pomocą aparatu o kształcie rury, na zakończeniu której znajduje się źródło światła. Choroba hemoroidalna obejmować może dwa typy hemoroidów: zewnętrzne i wewnętrzne. Odróżnia się je na podstawie położenia w stosunku do linii grzebieniastej. U niektórych osób objawy dotyczące obu typów występują jednocześnie. Występowanie bólu nie jest przeważnie spowodowane hemoroidami wewnętrznymi i wskazuje na szczelinę odbytu lub chorobę hemoroidalną hemoroidów zewnętrznych.

### Hemoroidy wewnętrzne
Hemoroidy wewnętrzne to te znajdujące się powyżej linii grzebieniastej. Pokrywa je nabłonek walcowaty pozbawiony receptorów bólowych. W 1985 roku zaproponowano czterostopniową klasyfikację związanej z nimi choroby hemoroidalnej opartą na stopniu, w jakim wypadają z odbytu:
- stopień I: niewypadające. Są po prostu uwydatnionymi naczyniami krwionośnymi[11];
- stopień II: wypadające przy parciu, ale samoistnie cofające się;
- stopień III: wypadające przy parciu, ale odprowadzalne;
- stopień IV: utrzymujące się na zewnątrz, nieodprowadzalne.

### Hemoroidy zewnętrzne

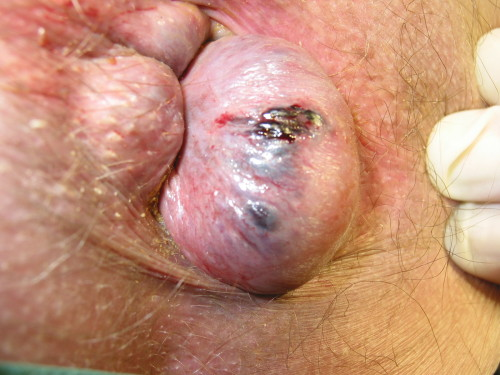
Hemoroid zewnętrzny z zakrzepem

Hemoroidy zewnętrzne znajdują się poniżej linii grzebieniastej. Pokrywa je anoderma, a jeśli położone są dalej od odbytu – skóra; zarówno anoderma jak i skóra są wrażliwe na ból i temperaturę.

### Różnicowanie
Ze względu na podobieństwo występujących objawów choroba hemoroidalna mylona jest z innymi schorzeniami odbytowo-odbytniczymi, takimi jak  szczeliny odbytu, przetoki, ropnie, rak jelita grubego, żylaki odbytu lub świąd odbytu. Krwawienie z odbytu może również wystąpić na skutek raka jelita grubego, zapalenia jelita grubego, w tym nieswoistego zapalenia jelit, zapalenia uchyłków lub angiodysplazji jelitowej. Jeśli wystąpi anemia, należy wziąć pod uwagę przyczyny inne niż choroba hemoroidalna.
Wykwity w okolicy odbytu towarzyszą także innym schorzeniom: brodawkom miękkim, brodawkom odbytu, wypadaniu odbytu, polipom oraz powiększeniu brodawki odbytu. Objawy żylaków odbytu spowodowanych wzrostem ciśnienia wrotnego (ciśnienie w żyłach krążenia wrotnego) i choroby hemoroidalnej mogą być podobne, chociaż są to odmienne schorzenia.

## Zapobieganie
Do zalecanych metod zapobiegawczych należy unikanie nadmiernego, wymuszonego parcia przy oddawaniu stolca, zapobieganie zaparciom i biegunkom poprzez spożywanie diety wysokobłonnikowej z wystarczającą ilością płynów lub przyjmowanie suplementów z błonnikiem, a także dostateczna ilość aktywności fizycznej. Ponadto zaleca się skrócenie czasu spędzanego na usiłowaniu oddawania stolca, unikanie czytania na toalecie, utratę masy ciała w przypadku osób otyłych oraz unikanie podnoszenia ciężkich przedmiotów.

## Leczenie

### Leczenie zachowawcze
Leczenie zachowawcze zwykle polega na stosowaniu diety bogatej w błonnik, doustnym przyjmowaniu płynów w celu utrzymania dobrego nawodnienia, przyjmowaniu niesterydowych leków przeciwzapalnych (NLPZ), stosowaniu nasiadówek oraz odpoczynku. Rezultaty leczenia polepsza zwiększone spożycie błonnika, co można osiągnąć poprzez zmianę diety lub przyjmowanie suplementów błonnika. Brakuje jednak dowodów na korzystne działanie nasiadówek na jakimkolwiek etapie leczenia. W przypadku ich stosowania należy ograniczyć czas jednorazowej kąpieli do 15 minut.
Pomimo istnienia wielu środków do użytku zewnętrznego i czopków na hemoroidy mało jest dowodów uzasadniających ich stosowanie. Środki zawierające sterydy nie powinny być stosowane dłużej niż 14 dni, ponieważ mogą powodować ścienienie skóry. Większość środków zawiera kilka składników aktywnych. Mogą to być na przykład: krem barierowy zawierający wazelinę lub tlenek cynku, środek przeciwbólowy taki jak lidokaina, a także środek zwężający naczynia krwionośne taki jak epinefryna. Nie potwierdzono skuteczności flawonoidów, natomiast mogą one mieć skutki uboczne. Objawy zwykle ustępują po ciąży, dlatego często aktywne leczenie rozpoczyna się dopiero po porodzie.

### Leczenie zabiegowe
W leczeniu stosuje się szereg zabiegów ambulatoryjnych. Mimo że generalnie są one bezpieczne, mogą wystąpić rzadkie efekty uboczne takie jak sepsa.
- Podwiązanie gumką zwykle zalecane jest jako leczenie pierwszego rzutu u pacjentów z hemoroidami pierwszego, drugiego i trzeciego stopnia[11]. Podczas zabiegu zakłada się elastyczną gumkę na wewnętrzny żylak położony co najmniej 1 cm ponad linią grzebieniastą w celu odcięcia dopływu krwi[3]. W ciągu 5–7 dni obumarły żylak odpada[3]. W przypadku umieszczenia gumki zbyt blisko linii grzebieniastej od razu pojawia się intensywny ból[3]. Potwierdzono wyleczalność na poziomie ok. 87%[3], zaś odsetek powikłań wynosi do 3%[11].
- Skleroterapia polega na wstrzyknięciu środka obliterującego, takiego jak fenol, do żylaka. Powoduje to zamknięcie ścian naczynia krwionośnego i skurczenie się hemoroidów. Odsetek powodzeń po czterech latach od leczenia wynosi ok. 70%[3], co jest wynikiem lepszym niż w przypadku podwiązania żylaków gumką[11].
- Skuteczne w przypadku hemeroidów są także metody kauteryzacyjne, lecz są one stosowane tylko, jeżeli zawiodą wszelkie inne metody lecznicze. Procedurę tę można wykonać przy zastosowaniu elektrokauteryzacji, promieniowania podczerwonego, chirurgii laserowej[3] lub kriochirurgii[19]. Kauteryzacja w podczerwieni może być stosowana u pacjentów z hemoroidami pierwszego i drugiego stopnia[11]. U pacjentów z hemoroidami trzeciego i czwartego stopnia odsetek nawrotów jest bardzo wysoki[11].

Jeżeli zastosowanie leczenia zachowawczego i prostych procedur nie przyniesie efektów, można zastosować szereg zabiegów chirurgicznych. Wszelkie zabiegi chirurgiczne pociągają za sobą pewien odsetek powikłań, takich jak krwawienie, zakażenia, zwężenie odbytu oraz zatrzymanie moczu, z uwagi na bliskość odbytu i nerwów pęcherza moczowego. Może również wystąpić niewielkie ryzyko nietrzymania stolca, szczególnie płynnego – odsetek tego rodzaju powikłań wynosi od 0% do 28%. Wynicowanie błony śluzowej to kolejne schorzenie, które może wystąpić po operacji wycięcia żylaków odbytu (często towarzyszy jej zwężenie odbytu). W takiej sytuacji błona śluzowa odbytu ulega wywinięciu na zewnątrz, podobnie jak w przypadku łagodnej postaci wypadania odbytnicy.
- Operacja wycięcia żylaków odbytu jest zabiegiem chirurgicznym stosowanym przede wszystkim w ciężkich przypadkach[3]. Wiąże się ona z dużym bólem pooperacyjnym, a rekonwalescencja zwykle trwa od 2 do 4 tygodni[3]. Jednakże u pacjentów z hemoroidami trzeciego stopnia operacja ta przynosi lepsze długotrwałe rezultaty w porównaniu z podwiązaniem żylaków gumką[23]. Ten rodzaj leczenia jest zalecany pacjentom z hemoroidami zewnętrznymi zakrzepowymi, o ile zostanie ono przeprowadzone w ciągu 24–72 godzin[7][11]. Maść zawierająca triazotan glicerolu, zastosowana po zabiegu, pomaga zmniejszyć ból i przyspiesza gojenie[24].
- Wykorzystująca efekt Dopplera przezodbytnicza technika zamykania naczyń hemoroidalnych to małoinwazyjna metoda leczenia wykorzystująca ultrasonografię dopplerowską w celu dokładnego zlokalizowania przepływu krwi tętniczej. Takie naczynia są wówczas podwiązywane, a tkankę, która wypadła, przyszywa się z powrotem w normalnym położeniu. Odsetek nawrotów jest nieco wyższy, lecz ryzyko powikłań jest mniejsze w porównaniu do operacji wycięcia żylaków odbytu[3].
- Hemoroidektomia z uzyciem staplera, znana również pod nazwą hemoroidopeksji staplerowej, to zabieg polegający na usunięciu większości nienaturalnie powiększonej tkanki hemoroidalnej, a następnie podciągnięciu pozostałej tkanki hemoroidalnej do jej normalnego położenia anatomicznego. Jest to zabieg mniej bolesny, a rekonwalescencja jest szybsza niż w przypadku całkowitego usunięcia hemoroidów[3]. Jednak ryzyko nawrotu objawów jest wyższe w porównaniu do konwencjonalnej hemoroidektomii[25], dlatego zabieg ten zalecany jest zazwyczaj pacjentom z hemoroidami II lub III stopnia[11].

## Epidemiologia
Trudno stwierdzić częstość występowania hemoroidów, ponieważ wielu ludzi cierpiących na tę dolegliwość nie zgłasza się do lekarza. Szacuje się jednak, że objawowa postać hemoroidów występuje u co najmniej 50% amerykańskiej populacji na pewnym etapie życia, przy czym w dowolnej chwili co najmniej 5% populacji cierpi na tę chorobę. Występowanie tej przypadłości jest podobne u obu płci, przy czym współczynniki zapadalności są najwyższe u ludzi w wieku od 45 do 65 lat. Częściej chorują ludzie rasy białej i osoby o wyższym statusie socjoekonomicznym. Długoterminowe rokowania są zazwyczaj dobre, choć u niektórych osób mogą wystąpić nawroty objawów. Tylko niewielki odsetek chorych wymaga operacji.

## Historia

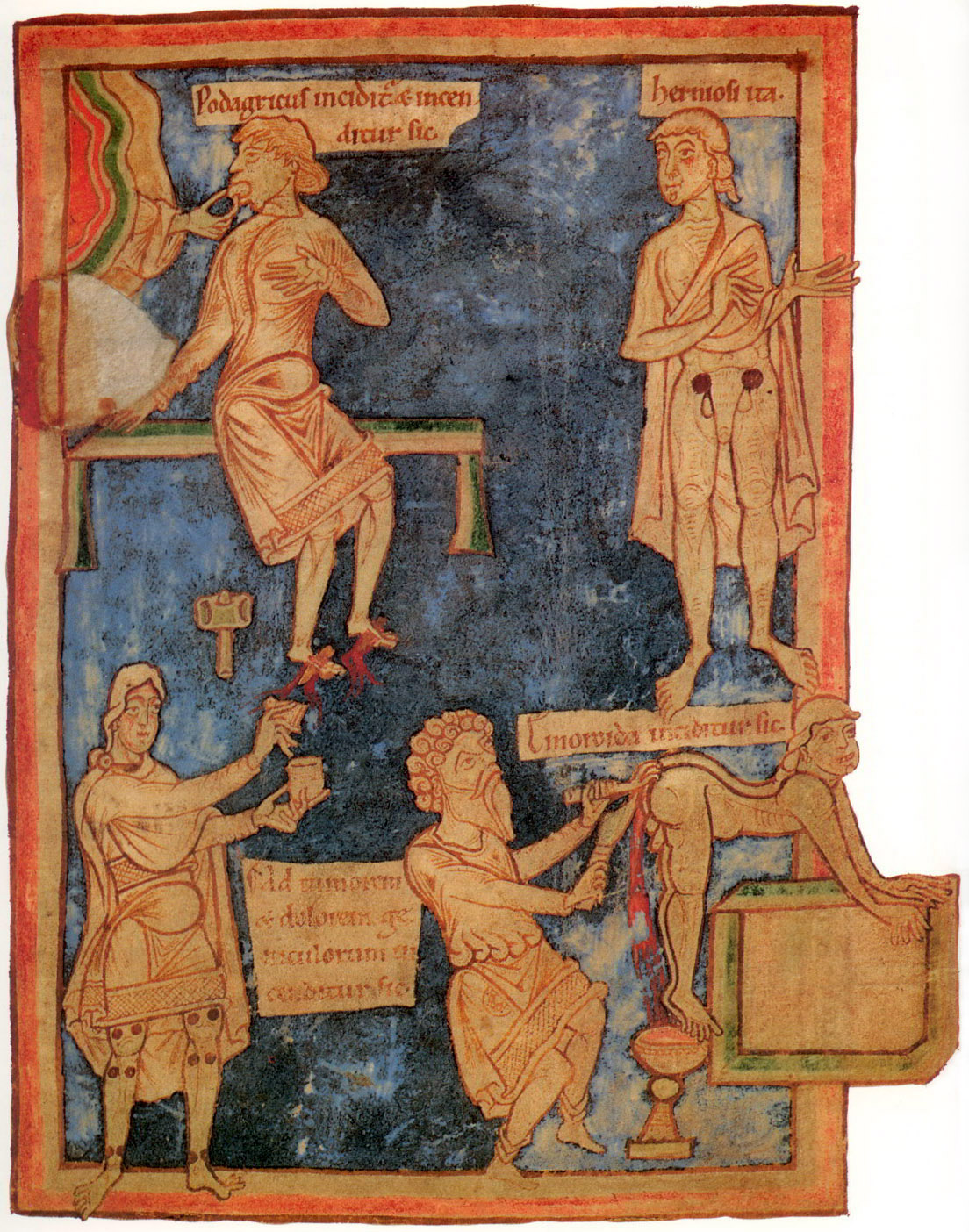
Angielska miniatura z XI wieku. Po prawej widać operację usuwania hemoroidów.

Pierwsza znana wzmianka na temat tej przypadłości pochodzi z datowanego na 1700 rok p.n.e. egipskiego papirusu, który radzi:
„(…) Przygotuj wedle receptury maść ochronną: liście akacji i ziemię, roztarte razem i ugotowane. Posmaruj maścią pas delikatnego płótna i umieść w odbycie, a wnet wyzdrowieje”. W roku 460 p.n.e. w zbiorze pism Hipokratesa zamieszczono wzmiankę o leczeniu podobnym do współczesnego podwiązywania żylaków gumką:
„A hemoroidy w podobny sposób można leczyć, przebijając je igłą i wiążąc bardzo grubą i wełnianą nicią, i nie ruszać aż odpadną, zawsze pozostawiając jeden, a gdy pacjent odzyska zdrowie, należy go leczyć ciemiernikiem”. Hemoroidy mogły być opisane w Biblii.
Celsus (25 p.n.e. – 14 n.e.) opisał procedury podwiązywania i wycinania, a także omówił możliwe powikłania. Galen był zwolennikiem odcinania połączenia tętnic z żyłami, ponieważ uważał, że zmniejsza to zarówno ból, jak i rozprzestrzenianie się gangreny. Susruta Samhita (IV–V w. n.e.) był podobnego zdania jak Hipokrates, lecz podkreślał znaczenie czystości rany. W XIII w. europejscy chirurdzy tacy, jak Lanfranc z Mediolanu, Guy de Chauliac, Henri de Mondeville oraz John z Ardene, poczynili duże postępy i przyczynili się do rozwoju technik chirurgicznych.
W języku angielskim po raz pierwszy użyto słowa „hemoroid” w 1398 r., od starofrancuskiego „emorroides” i łacińskiego „hæmorrhoida, -ae”, które zaczerpnięto z greckiego „αἱμορροΐς” („haimorrhoi”), „podatny na uwalnianie krwi”. To słowo z kolei pochodzi od greckich słów „αἷμα” („haima”), „krew” i „ῥόος” („rhoos”), „strumień, przepływ, prąd”, zaczerpnięte od słowa „ῥέω” („rheo”), „płynąć”.

## Sławne przypadki
Gracz baseballa, członek amerykańskiej Hall-of-Fame, George Brett zszedł z boiska w czasie meczu World Series 1980 z powodu bólu żylaków odbytu. Po przejściu drobnego zabiegu chirurgicznego Brett powrócił do gry w następnym meczu, komentując żartobliwie: „...problemy mam za sobą”. Kolejnej wiosny Brett przeszedł następną operację hemoroidów. 
Konserwatywny komentator polityczny Glenn Beck przeszedł operację hemoroidów, a później opisał swoje nieprzyjemne doświadczenia w popularnym nagraniu zamieszczonym w serwisie YouTube w 2008 roku.

## Klasyfikacja ICD10
| kod ICD10     | nazwa choroby                                                     |
| ------------- | ----------------------------------------------------------------- |
| ICD-10: I84   | Guzy krwawicze odbytu                                             |
| ICD-10: I84.0 | Guzy krwawicze odbytu wewnętrzne zakrzepowe                       |
| ICD-10: I84.1 | Guzy krwawicze odbytu wewnętrzne z innymi powikłaniami            |
| ICD-10: I84.2 | Guzy krwawicze odbytu wewnętrzne bez powikłań                     |
| ICD-10: I84.3 | Guzy krwawicze odbytu zewnętrzne zakrzepowe                       |
| ICD-10: I84.4 | Guzy krwawicze odbytu zewnętrzne z innymi powikłaniami            |
| ICD-10: I84.5 | Guzy krwawicze odbytu zewnętrzne bez powikłań                     |
| ICD-10: I84.6 | Pozostałość skórna pochodzenia krwawiczego (odbytu lub odbytnicy) |
| ICD-10: I84.7 | Nieokreślone guzy krwawicze odbytu zakrzepowe                     |
| ICD-10: I84.8 | Nieokreślone guzy krwawicze odbytu z innymi powikłaniami          |
| ICD-10: I84.9 | Nieokreślone guzy krwawicze odbytu bez powikłań                   |